# Thea Garrett
Pour les articles homonymes, voir Garrett.
Thea Garrett (née le 15 mars 1992 à Tarxien (Malte)) est une chanteuse maltaise.
Elle fut sélectionnée le 20 février 2010 lors de la finale nationale pour représenter Malte au Concours Eurovision de la chanson 2010 avec la chanson My dream, écrite et composée par Jason Paul Cassar et Sunny Aquilina auteurs et compositeurs de la chanson The one that I love interprétée par Chiara lors du Concours Eurovision de la chanson 1998.

## Biographie
Thea a étudié la technique vocale et interprétation, sous la direction de la soprano Gillian Zammit. Elle a accompagné la chorale du Nord-Ouest du Royaume-Uni en tant que soliste, tout en effectuant un oratoire à l'église anglicane à La Valette. Elle est actuellement membre du Enkor, un Gospel Choir classique, avec qui elle se produit également en soliste. Elle a également étudié le théâtre musical à Masquerade Theatre School pendant dix années consécutives, en participant à diverses productions dont «Le Roi et moi» et «Au-delà des Barriquades» à la Valette du Théâtre Manoel. Elle a obtenu des diplômes en théâtre musical, vocal et dramatique de Techniques TrinityGuildhall College. 
Thea était également un étudiant à Sylvia Young Theatre School à Londres pendant deux étés consécutifs, où elle a été entraînée par vocalement M. Ray Lamb période durant laquelle elle a également été triés sur le volet pour enregistrer à la fin de l'Ouest comme choriste pour Paco Pena, un artiste de premier plan en espagnol. Après avoir auditionné pour la voix de la Colombie »du concours de demain» avec des centaines d'artistes britanniques, Thea a réussi à le faire avec les treize derniers candidats au cours de laquelle elle a eu l'occasion d'assister à dix sessions de formation en théâtre musical par des tuteurs de tête à la West End. Son genre de prédilection de la musique classique et comprend semi classique ainsi que des chansons de comédies musicales. Son rêve est de jouer au West End à Londres. 
Récemment, Thea a chanté avec le chanteur italien célèbre, Gigi D'Alessio sur la soirée d'ouverture de sa tournée mondiale à Rome et a de nouveau été invité à chanter à Milan, où cette fois accompagné de Gigi Thea sur son piano et lui laisser chanter une de ses chansons préférées en tant qu'un soliste.